# Kanton La Trimouille
La Trimouille is een voormalig kanton van het departement Vienne in Frankrijk. Het kanton maakte deel uit van het arrondissement Montmorillon. Het werd opgeheven bij decreet van 26 februari 2014 met uitwerking op 22 maart 2015. Alle gemeenten werden toegevoegd aan het kanton Montmorillon.

## Gemeenten
Het kanton La Trimouille omvatte de volgende gemeenten:
- Brigueil-le-Chantre
- Coulonges
- Haims
- Journet
- Liglet
- Saint-Léomer
- Thollet
- La Trimouille (hoofdplaats)